# Alfredo III, Príncipe de Windisch-Grätz
Alfredo III, Príncipe de Windisch-Gratz (em alemão: Alfred August Karl Maria Wolfgang Erwin Fürst zu Windisch-Grätz; 31 de outubro de 1851 Praga - 23 de novembro de 1927 Tachóvia) foi um nobre da Boémia e estadista austro-húngaro. Era um filho de Alfredo II, Príncipe de Windisch-Grätz e sua esposa, a princesa Edviges de Lobkowicz. Era casado com Gabriela de Auersperga com quem teve uma filha, a princesa Maria Edviges de Windisch-Gratz a partir de quem era bisavô de Maria Cristina, Princesa Miguel de Kent. Alfredo serviu como o 11.º ministro-presidente do Cisleitânia de 11 de novembro de 1893 a 19 de junho de 1895  e presidente de Herrenhaus de 1895 a 1918.